# 鷲山寺
鷲山寺（じゅせんじ）は、千葉県茂原市鷲巣にある、法華宗本門流の大本山。塔頭が二院ある（観妙院、妙本寺）。

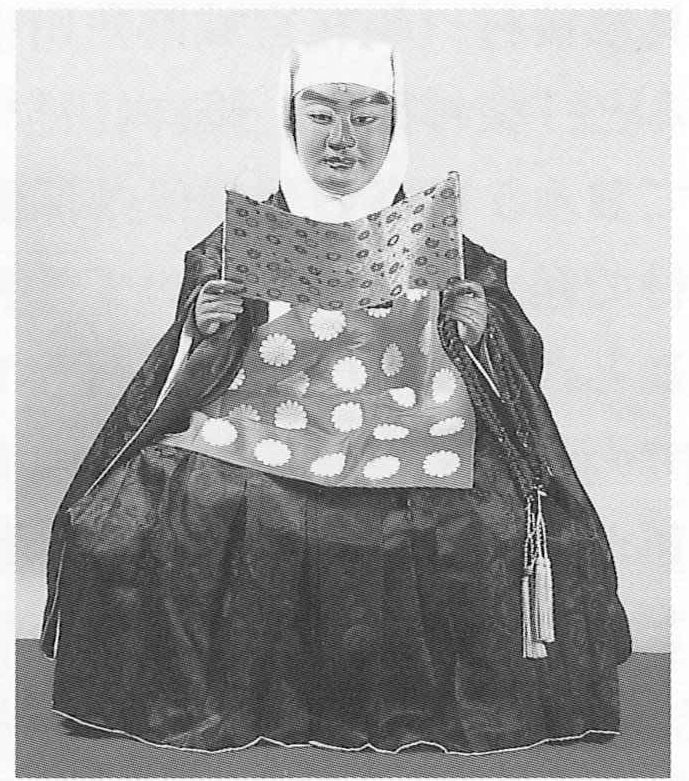
「日蓮大聖人御尊像」（伝 日法聖人御作）

## 概要
開山以来、四度の火災に遭い諸堂を消失した。現在は、本堂、庫裏、開山堂、鐘楼堂、水行堂、仁王門、香神堂、長屋門、などを備えるが仮設のものが多い。元禄大地震による、大津波の犠牲者供養碑がある。現住は102世佐藤日賢貫首。

## 歴史
- 1264年（文永元年）日蓮は小早川内記の帰依を受ける。
- 1277年（建治3年）日弁は小早川内記の外護により、鷲山寺を建立する。
- 1535年（天文4年）火災により、焼失する。その後、再建する。
- 1705年（宝永2年）火災により、焼失する。その後、再建する。
- 1862年（文久2年）火災により、焼失する。その後、再建する。
- 1954年（昭和29年）茂原市主催の打上花火により、本堂は焼失する。

## 文化財
- 元禄津波供養塔（茂原市指定有形文化財）